# Gert-Jan Liefers
Gert-Jan Liefers  (né le 26 septembre 1978 à Apeldoorn) est un athlète néerlandais, spécialiste des épreuves de demi-fond.

## Biographie
Il s'illustre dans les catégories jeunes en remportant notamment en 1997 les championnats d'Europe (1 500 m) et les championnats d'Europe de cross.
Il détient les records des Pays-Bas du 1 500 m (3 min 32 s 89), du mile (3 min 51 s 39) et du 3 000 m (7 min 37 s 48).

### Palmarès
| Date | Compétition                    | Lieu        | Résultat | Épreuve       | Performance    |
| ---- | ------------------------------ | ----------- | -------- | ------------- | -------------- |
| 1995 | Championnats d'Europe juniors  | Nyíregyháza | 3e       | 1 500 m       | 3 min 47 s 17  |
| 1996 | Championnats du monde juniors  | Sydney      | 4e       | 1 500 m       | 3 min 40 s 47  |
| 1997 | Championnats d'Europe juniors  | Ljubljana   | 1er      | 1 500 m       | 3 min 46 s 91  |
| 1997 | Championnats d'Europe de cross | Oeiras      | 1er      | Course junior |                |
| 1999 | Championnats d'Europe espoirs  | Göteborg    | 2e       | 1 500 m       | 3 min 44 s 60  |
| 2001 | Championnats du monde          | Edmonton    | 9e       | 1 500 m       | 3 min 36 s 99  |
| 2003 | Championnats du monde en salle | Birmingham  | 6e       | 3 000 m       | 7 min 44 s 34  |
| 2003 | Championnats du monde          | Paris       | 7e       | 1 500 m       | 3 min 33 s 99  |
| 2004 | Championnats du monde en salle | Budapest    | 6e       | 3 000 m       | 8 min 02 s 86  |
| 2004 | Jeux olympiques                | Athènes     | 8e       | 1 500 m       | 3 min 37 s 17  |
| 2006 | Championnats d'Europe          | Göteborg    | 8e       | 5 000 m       | 13 min 58 s 70 |

### Records
| Épreuve | Performance   | Lieu      | Date          |
| ------- | ------------- | --------- | ------------- |
| 1 500 m | 3 min 32 s 89 | Bruxelles | 24 août 2001  |
| Mile    | 3 min 51 s 39 | Hengelo   | 1er juin 2003 |
| 3 000 m | 7 min 37 s 48 | Hengelo   | 29 mai 2005   |